# Villerach
Villerach  est un hameau des Pyrénées-Orientales, sur la commune de Clara-Villerach. Villerach a été constitué en commune avant d'être rattaché en 1822 à la commune de Clara, renommée Clara-Villerach en 2017.

## Toponymie
En catalan, le nom du village est Villerach ou Billerach.
Villerach est mentionné dès 1173 sous le nom de Belerac.

## Histoire
La commune de Villerach est rattachée à la commune de Clara par arrêté préfectoral du 30 janvier 1822.

## Politique et administration

### Canton
En 1790, la commune de Villerach est incluse dans le canton de Prades et y demeure après son rattachement à la commune de Clara en 1822.

## Population et société

### Démographie ancienne
La population est exprimée en nombre de feux (f) ou d'habitants (H).
| 1378 | 1515 | 1553 | 1709 | 1720 | 1767 | 1774 |
| ---- | ---- | ---- | ---- | ---- | ---- | ---- |
| 3 f  | 1 f  | 1 f  | 37 f | 8 f  | 77 H | 22 f |

### Démographie contemporaine
La population est exprimée en nombre d'habitants.
| 1793 | 1794 | 1796 | 1800 | 1804 | 1806 | 1820 |
| ---- | ---- | ---- | ---- | ---- | ---- | ---- |
| 87   | 121  | 84   | 96   | 104  | 99   | 135  |

À partir de 1826, la population de Villerach est comptée avec celle de Clara.

### Manifestations culturelles et festivités
- Fête patronale : 31 décembre[3].

## Culture locale et patrimoine

### Lieux et monuments
- Église Saint-Étienne de Pomers
- Église Saint-Sylvestre de Villerach
- Lloseta (dolmen)